# Liste der denkmalgeschützten Objekte in Salzburg-Salzburg/I–L
Die Liste der denkmalgeschützten Objekte in Salzburg-Salzburg/I–L enthält von den 600 denkmalgeschützten, unbeweglichen Objekte der Salzburger Katastralgemeinde Salzburg (Salzburger Altstadt) diejenigen in den Straßen I bis L.

## Denkmäler
| Foto  |                 | Denkmal | Standort                                                | Beschreibung | Metadaten |
| ----- | --------------- | --- | ------------------------------------------------------- | --- | --- |
| ja    | Datei hochladen | Steinstiege zur Johanneskirche und zum Kapuzinerkloster HERIS-ID: 45507 Objekt-ID: 46870                                                                                | bei Imbergstiege 1 Standort KG: Salzburg                | | BDA-Hist.: Q38016458 Status: Bescheid Stand der BDA-Liste: 2025-06-30 Name: Steinstiege zur Johanneskirche und zum Kapuzinerkloster GstNr.: 3860 Imbergstiege |
| ja    | Datei hochladen | Bürgerhaus, Apothekerhaus, Bürstenbinderhaus HERIS-ID: 36715 Objekt-ID: 35696                                                                                           | Imbergstiege 1 Standort KG: Salzburg                    | | BDA-Hist.: Q37971776 Status: Bescheid Stand der BDA-Liste: 2025-06-30 Name: Bürgerhaus, Apothekerhaus, Bürstenbinderhaus GstNr.: 642 |
| ja    | Datei hochladen | Ansitz, Stöckl samt Gärtl und Höfl HERIS-ID: 45454 Objekt-ID: 46792 | Imbergstiege 2 Standort KG: Salzburg                    | | BDA-Hist.: Q38015987 Status: Bescheid Stand der BDA-Liste: 2025-06-30 Name: Ansitz, Stöckl samt Gärtl und Höfl GstNr.: 637 Imbergstiege 2, Salzburg |
| ja    | Datei hochladen | Kath. Filialkirche, St. Johann am Imberg HERIS-ID: 45506 Objekt-ID: 46869                                                                                               | Imbergstiege 3 Standort KG: Salzburg                    | Die 1319 erstmals erwähnte Kirche ist im Kern romanisch und wurde um 1681 barockisiert. Hochaltar und Deckenmalereien stammen aus den 1770er-Jahren. | BDA-Hist.: Q1659760 Status: Bescheid Stand der BDA-Liste: 2025-06-30 Name: Kath. Filialkirche, St. Johann am Imberg GstNr.: 646 St. Johann am Imberg |
| ja    | Datei hochladen | Bürgerhaus, Benefiziatenhaus HERIS-ID: 36645 Objekt-ID: 35626 | Imbergstiege 4 Standort KG: Salzburg                    | Johann Evangelist Schmid, der letzte Hoforgelmacher Salzburgs, erwarb das Haus am 10. September 1801, 1813/14 ging es auf den ersten bürgerlichen Orgelmacher Joseph Konradt über. | BDA-Hist.: Q37971233 Status: Bescheid Stand der BDA-Liste: 2025-06-30 Name: Bürgerhaus, Benefiziatenhaus GstNr.: 641 Imbergstiege 4, Salzburg |
| ja    | Datei hochladen | Bürgerhaus, Burgrechtsbehausung HERIS-ID: 45475 Objekt-ID: 46825 | Imbergstraße 5 / Steingasse 26 Standort KG: Salzburg    | | BDA-Hist.: Q38016168 Status: Bescheid Stand der BDA-Liste: 2025-06-30 Name: Bürgerhaus, Burgrechtsbehausung GstNr.: 525/2 |
| ja    | Datei hochladen | Bürgerhaus, Ircher-/Lederer- oder Hafnerhaus HERIS-ID: 45476 Objekt-ID: 46829                                                                                           | Imbergstraße 7 / Steingasse 28 Standort KG: Salzburg    | | BDA-Hist.: Q38016175 Status: Bescheid Stand der BDA-Liste: 2025-06-30 Name: Bürgerhaus, Ircher-/Lederer- oder Hafnerhaus GstNr.: 526/2 |
| ja    | Datei hochladen | Bürgerhaus, Weissgerber- /Lederer-/Parchanterhaus HERIS-ID: 45478 Objekt-ID: 46835                                                                                      | Imbergstraße 9 / Steingasse 30 Standort KG: Salzburg    | | BDA-Hist.: Q38016196 Status: Bescheid Stand der BDA-Liste: 2025-06-30 Name: Bürgerhaus, Weissgerber- /Lederer-/Parchanterhaus GstNr.: 527/2 |
| ja    | Datei hochladen | Bürgerhaus, Wertherhaus HERIS-ID: 41567 Objekt-ID: 42089 | Imbergstraße 11 Standort KG: Salzburg                   | | BDA-Hist.: Q38001711 Status: Bescheid Stand der BDA-Liste: 2025-06-30 Name: Bürgerhaus, Wertherhaus GstNr.: 528/2 |
| ja    | Datei hochladen | Bürgerhaus, Schwarzenbergerhaus HERIS-ID: 36646 Objekt-ID: 35627 | Imbergstraße 17 Standort KG: Salzburg                   | | BDA-Hist.: Q37971243 Status: Bescheid Stand der BDA-Liste: 2025-06-30 Name: Bürgerhaus, Schwarzenbergerhaus GstNr.: 532 |
| ja    | Datei hochladen | Bürgerhaus, Weissgerber-/Färber-/Schiffmannhaus HERIS-ID: 45484 Objekt-ID: 46845                                                                                        | Imbergstraße 19 / Steingasse 40 Standort KG: Salzburg   | | BDA-Hist.: Q38016263 Status: Bescheid Stand der BDA-Liste: 2025-06-30 Name: Bürgerhaus, Weissgerber-/Färber-/Schiffmannhaus GstNr.: 534 |
| ja    | Datei hochladen | Bürgerhaus, Wallner- und Eckschlagerbehausung HERIS-ID: 45491 Objekt-ID: 46854                                                                                          | Imbergstraße 21 / Steingasse 42 Standort KG: Salzburg   | | BDA-Hist.: Q38016308 Status: Bescheid Stand der BDA-Liste: 2025-06-30 Name: Bürgerhaus, Wallner- und Eckschlagerbehausung GstNr.: 536 |
| ja    | Datei hochladen | Bürgerhaus, Pelzhüttenwirtshaus/Zum Goldenen Anker HERIS-ID: 45493 Objekt-ID: 46856                                                                                     | Imbergstraße 23A / Steingasse 44A Standort KG: Salzburg | | BDA-Hist.: Q38016328 Status: Bescheid Stand der BDA-Liste: 2025-06-30 Name: Bürgerhaus, Pelzhüttenwirtshaus/Zum Goldenen Anker GstNr.: 538/1 |
| ja    | Datei hochladen | Villa Hedwig oder Grünanger Villa am Quai HERIS-ID: 46338 Objekt-ID: 48207                                                                                              | Imbergstraße 24 Standort KG: Salzburg                   | | BDA-Hist.: Q38020680 Status: Bescheid Stand der BDA-Liste: 2025-06-30 Name: Villa Hedwig oder Grünanger Villa am Quai GstNr.: 572/9 |
| ja    | Datei hochladen | Bürgerhaus, Zimmermeister-Fagererstöckl HERIS-ID: 45495 Objekt-ID: 46858                                                                                                | Imbergstraße 27 / Steingasse 48 Standort KG: Salzburg   | | BDA-Hist.: Q38016345 Status: Bescheid Stand der BDA-Liste: 2025-06-30 Name: Bürgerhaus, Zimmermeister-Fagererstöckl GstNr.: 543 |
| ja    | Datei hochladen | Almkanal HERIS-ID: 36473 Objekt-ID: 35420 | Innere Stadt Standort KG: Salzburg                      | → Hauptartikel : Almkanal f1 | BDA-Hist.: Q1373426 Status: Bescheid Stand der BDA-Liste: 2025-06-30 Name: Almkanal GstNr.: 128, 127, 126, 125, 351, 352, 353, 435, 478, 452/1, 451, 481, 479, 483, 482, 484/1, 485, 2509, 68, 3912, 3913, 2300/2, 480, 84, 452/3, 445/6, 468/2 Almkanal                  |
| ja    | Datei hochladen | Wohn- und Geschäftshaus HERIS-ID: 53187 Objekt-ID: 60986 | Josef-Friedrich-Hummel-Str. 1 Standort KG: Salzburg     | | BDA-Hist.: Q38056056 Status: Bescheid Stand der BDA-Liste: 2025-06-30 Name: Wohn- und Geschäftshaus GstNr.: 964 Josef-Friedrich-Hummel-Straße 1, Salzburg |
| ja    | Datei hochladen | Wohnhaus, ehemaliger Meierhof HERIS-ID: 44187 Objekt-ID: 44891 | Josef-Preis-Allee 11 Standort KG: Salzburg              | | BDA-Hist.: Q38007392 Status: Bescheid Stand der BDA-Liste: 2025-06-30 Name: Wohnhaus, ehemaliger Meierhof GstNr.: 2042 |
| ja    | Datei hochladen | Berchtoldvilla HERIS-ID: 53122 Objekt-ID: 60912 | Josef-Preis-Allee 12 Standort KG: Salzburg              | → Hauptartikel : Berchtoldvilla f1 | BDA-Hist.: Q829141 Status: § 2a Stand der BDA-Liste: 2025-06-30 Name: Berchtoldvilla GstNr.: 2043 Berchtoldvilla |
| ja    | Datei hochladen | Bürgerhaus, In der Gugl/Pfanzelter Haus HERIS-ID: 36647 Objekt-ID: 35628                                                                                                | Judengasse 3 Standort KG: Salzburg                      | In dem Haus war von 1472 bis 1869 das Guglbräu, erste Besitzer waren Hans und Dorothea Gugler. Die Braustätte war zur Salzach untergebracht, zur Judengasse befand sich die Gaststätte. Das schmiedeeiserne Hinweisschild mit der goldenen Kugel ließ Johann Anton Elixhauser 1733 anbringen. Die Hausbezeichnung mutierte zum Kuglbräu oder einfach zur Kugl. Heute ist das Haus wegen seiner Jugendstilfassade von 1905 bekannt. | BDA-Hist.: Q37971251 Status: Bescheid Stand der BDA-Liste: 2025-06-30 Name: Bürgerhaus, In der Gugl/Pfanzelter Haus GstNr.: 78 |
| ja BW | Datei hochladen | Bürgerhaus, Wagner- oder Gruberhaus HERIS-ID: 42131 Objekt-ID: 42713 | Judengasse 8 Standort KG: Salzburg                      | Erstmals 1478 mit dem Besitzer Heinrich Matsperger (Matschperger) erwähnt. Die Matsperger waren Venedig-Kaufleute und im Stadtrat vertreten. Arkadenhof 1560 und 1650 entstanden, Bauherren waren Wolf Wagner bzw. Ruprecht und Heinrich Matsperger. 1992 umfangreiche Restaurierungen. | BDA-Hist.: Q38003001 Status: Bescheid Stand der BDA-Liste: 2025-06-30 Name: Bürgerhaus, Wagner- oder Gruberhaus GstNr.: 75 Judengasse 8 (Salzburg) |
| ja    | Datei hochladen | Bürgerhaus, ehem. Gasthof Zum Mohren HERIS-ID: 36648 Objekt-ID: 35629                                                                                                   | Judengasse 9 Standort KG: Salzburg                      | 1423 als Sylberherhaus erwähnt. Ab 1569 Gastwirtschaft. Der in die Hauswand eingemauerte marmorne Wappenstein weist die Jahreszahl 1506 auf und verweist mit „Reichsapfel“ und „Wollschere“ auf die Familien Strobl und Rauhenperger. Ab 1713 wurde die Bezeichnung „Mohrenwirt“ üblich. Im 19. Jahrhundert Weikelsche Behausung. Im 18. Jahrhundert im Innenbereich Errichtung von Arkaden mit toskanischen Säulen. 1968 umfassende Sanierungsarbeiten. | BDA-Hist.: Q37971261 Status: Bescheid Stand der BDA-Liste: 2025-06-30 Name: Bürgerhaus, ehem. Gasthof Zum Mohren GstNr.: 81 |
| ja    | Datei hochladen | Bürgerhaus, Billichhaus HERIS-ID: 36649 Objekt-ID: 35630 | Judengasse 10 Standort KG: Salzburg                     | Das Bürgerhaus mit breit abgefastem Rundbogenportal und glatter Fassade stammt im Baukern größtenteils aus dem Spätmittelalter und dem 16. Jahrhundert. | BDA-Hist.: Q37971282 Status: Bescheid Stand der BDA-Liste: 2025-06-30 Name: Bürgerhaus, Billichhaus GstNr.: 74 |
| ja    | Datei hochladen | Bürgerhaus, „Fridel im Gmach“ HERIS-ID: 36651 Objekt-ID: 35632 | Judengasse 11 Standort KG: Salzburg                     | Das Bürgerhaus wurde 1423 als „Fridel im Gmach“ erwähnt. | BDA-Hist.: Q37971290 Status: Bescheid Stand der BDA-Liste: 2025-06-30 Name: Bürgerhaus, „Fridel im Gmach“ (1423) GstNr.: 82 |
| ja    | Datei hochladen | Bürgerhaus, Seilerhaus HERIS-ID: 41756 Objekt-ID: 42322 | Judengasse 12 Standort KG: Salzburg                     | Das fünfgeschoßige Bürgerhaus stammt im Baukern aus dem Spätmittelalter. In einer Nische der Fassade steht eine Bischofsstatuette aus dem 18. Jahrhundert. | BDA-Hist.: Q38002591 Status: Bescheid Stand der BDA-Liste: 2025-06-30 Name: Bürgerhaus, Seilerhaus GstNr.: 73 |
| ja    | Datei hochladen | Bürgerhaus, Freissuf'sche Behausung HERIS-ID: 36652 Objekt-ID: 35633 | Judengasse 13 Standort KG: Salzburg                     | Das Portal des fünfgeschoßigen Bürgerhauses stammt aus der 1. Hälfte des 17. Jahrhunderts, die Fassade aus der 2. Hälfte des 18. Jahrhunderts. | BDA-Hist.: Q37971300 Status: Bescheid Stand der BDA-Liste: 2025-06-30 Name: Bürgerhaus, Freissuf'sche Behausung GstNr.: 83 |
| ja    | Datei hochladen | Bürgerhaus, Koflerhaus HERIS-ID: 41757 Objekt-ID: 42323 | Judengasse 14 Standort KG: Salzburg                     | Das fünfgeschoßige Bürgerhaus mit querovalen Bodenluken stammt in der Bausubstanz überwiegend aus dem Spätmittelalter und der 1. Hälfte des 16. Jahrhunderts. | BDA-Hist.: Q38002603 Status: Bescheid Stand der BDA-Liste: 2025-06-30 Name: Bürgerhaus, Koflerhaus GstNr.: 72 |
| ja    | Datei hochladen | Höllbräu HERIS-ID: 36653 Objekt-ID: 35634 | Judengasse 15 Standort KG: Salzburg                     | Das Gebäude steht auf den Fundamenten eines Torturmes der kaiserlichen Pfalz aus dem 12. Jahrhundert. Vermutlich war hier die jüdische Synagoge und somit bis zur Judenvertreibung von 1349 der Mittelpunkt des jüdischen Lebens in Salzburg. 1423 erster namentlich genannter Besitzer Hanns Laubinger, Brauhaus seit 1449 nachweisbar, der Name in der hell wird erstmals 1526 genannt. 1919 wurde die Fassade durch den Architekten Franz Zell renoviert, damals wurde auch die Statue des hl. Michael angebracht. Seit 1990 zu einem Fünfsternehotel ausgebaut. | BDA-Hist.: Q37971312 Status: Bescheid Stand der BDA-Liste: 2025-06-30 Name: Höllbräu GstNr.: 84 Raddison Blu Altstadt Hotel, Salzburg |
| ja    | Datei hochladen | Bildstock HERIS-ID: 71349 Objekt-ID: 84510 | Julius-Haagn-Straße 32 Standort KG: Salzburg            | Der Bildstock aus dem Jahr 1705 ist der fünfte aus einer Reihe von 15 Säulen, die beginnend im Stadtteil Elisabeth-Vorstadt zur Wallfahrtsbasilika Maria Plain auf dem nördlich von Salzburg liegenden Plainberg führen. Diese sogenannten Geheimnissäulen beziehen sich auf die Rosenkranzgeheimnisse und stehen entlang des früher begangenen Wallfahrtswegs. Das Ölgemälde zeigt die Auffindung des zwölfjährigen Jesus im Tempel. | BDA-Hist.: Q64487692 Status: § 2a Stand der BDA-Liste: 2025-06-30 Name: Bildstock GstNr.: 1177 |
| ja    | Datei hochladen | Bürgerhaus, Stumpfeggerhaus HERIS-ID: 43594 Objekt-ID: 44217 | Kaigasse 1 Standort KG: Salzburg                        | Das fünfgeschoßige Bürgerhaus mit breit abgefastem Segmentbogenportal und Grabendach stammt in der Bausubstanz aus dem 16. Jahrhundert. | BDA-Hist.: Q38004127 Status: Bescheid Stand der BDA-Liste: 2025-06-30 Name: Bürgerhaus, Stumpfeggerhaus GstNr.: 111 |
| ja    | Datei hochladen | Bürgerhaus, Prolisches Haus HERIS-ID: 44195 Objekt-ID: 44899 | Kaigasse 3 Standort KG: Salzburg                        | Ein Spitzbogenportal führt in die vorgezogene Seitenachse des fünfgeschoßigen Bürgerhauses aus der 1. Hälfte des 16. Jahrhunderts. | BDA-Hist.: Q38007462 Status: Bescheid Stand der BDA-Liste: 2025-06-30 Name: Bürgerhaus, Prolisches Haus GstNr.: 112 |
| ja    | Datei hochladen | Wohnhaus, ehem. St. Salvators- oder rote Bruderschaftskirche HERIS-ID: 43570 Objekt-ID: 44183                                                                           | Kaigasse 4 Standort KG: Salzburg                        | Dieses Haus ist erstmals 1421 genannt und gehörte wohl von Anfang an zum dortigen Domkapitelspital, welches es an Stadtbürger vermietete. Erzbischof Wolf Dietrich von Raitenau ließ das Gebäude, das häufig zu Streit um die Zinshöhe und die Bezahlung von Reparaturen Anlass gab, schließlich abreißen. Unter dem Nachfolger Markus Sittikus von Hohenems wurde 1618 hier die St.-Salvator-Kirche errichtet und 1619 eingeweiht, die auch Sitz der Corpus-Christi-Bruderschaft wurde.                                                                            | BDA-Hist.: Q38003977 Status: Bescheid Stand der BDA-Liste: 2025-06-30 Name: Wohnhaus, ehem. St. Salvators- oder rote Bruderschaftskirche GstNr.: 254 |
| ja    | Datei hochladen | Bürgerhaus, ehem. Kremsisches Haus HERIS-ID: 36654 Objekt-ID: 35635 | Kaigasse 5 Standort KG: Salzburg                        | Das fünfgeschoßige Bürgerhaus mit geknickter Fassade und zweigeschoßigem Breiterker stammt im Kern aus dem 16. Jahrhundert. | BDA-Hist.: Q37971321 Status: Bescheid Stand der BDA-Liste: 2025-06-30 Name: Bürgerhaus, ehem. Kremsisches Haus GstNr.: 113 |
| ja    | Datei hochladen | Bürgerhaus, das sog. Rothe Bruderschafts-Meßnerhaus HERIS-ID: 41841 Objekt-ID: 42412                                                                                    | Kaigasse 6 Standort KG: Salzburg                        | Dieses im Kern spätgotische Haus, das später barock überprägt wurde, gehörte zuerst wie das Nebenhaus zum Domkapitelspital. Fürsterzbischof Wolf Dietrich ließ es großteils abbrechen, um hier das Mesnerhaus der Salvatorkirche errichten zu können. Das Portal zur Gasse zeigt die Jahreszahl 1897 und die Buchstaben WL (Werner Laschensky). | BDA-Hist.: Q38002768 Status: Bescheid Stand der BDA-Liste: 2025-06-30 Name: Bürgerhaus, das sog. Rothe Bruderschafts-Meßnerhaus GstNr.: 253 |
| ja    | Datei hochladen | Bürgerhaus, sog. Endriesenhaus HERIS-ID: 36655 Objekt-ID: 35636 | Kaigasse 7 Standort KG: Salzburg                        | Das viergeschoßige Bürgerhaus mit hohem Speichergeschoß stammt aus dem 16. Jahrhundert. | BDA-Hist.: Q37971330 Status: Bescheid Stand der BDA-Liste: 2025-06-30 Name: Bürgerhaus, sog. Endriesenhaus GstNr.: 114 |
| ja    | Datei hochladen | Bürgerhaus, Hotel Weiße Taube HERIS-ID: 43569 Objekt-ID: 44182 | Kaigasse 9 Standort KG: Salzburg                        | Das Haus wurde zuerst (1365) als „Haus gegen der Tumber Spital“ (Haus beim Domherrnspital) erwähnt. 1491 kaufte die Schneiderzeche (Schneider-Innung) dieses Haus, um es dann bis 1809 als Herberge zu nutzen. 1809 erwarb das Gebäude Josef Reisenberger. Heute ist dieses Haus das Hotel bzw. der Gasthof „Weiße Taube“. | BDA-Hist.: Q15106477 Status: Bescheid Stand der BDA-Liste: 2025-06-30 Name: Bürgerhaus, Hotel Weiße Taube GstNr.: 115 |
| ja    | Datei hochladen | Wohnhaus, ehemaliger Kanonikalhof HERIS-ID: 71332 Objekt-ID: 84490 | Kaigasse 13 Standort KG: Salzburg                       | Für das Haus galt das Domkapitel-Burgrecht. 1401 war ein gewisser Hans Chellner der Besitzer. Der Arkadenhof ist 1555 entstanden, Bauherren waren Hanns Panicher d. J. und seine Ehefrau Benigna von Haunsperg. Im 19. Jahrhundert war der Kaufmann Haslauer Eigentümer; im Grundbuch weiter als Graf Lodronischer Kanonikalhof bezeichnet. | BDA-Hist.: Q38127317 Status: Bescheid Stand der BDA-Liste: 2025-06-30 Name: Wohnhaus, ehemaliger Kanonikalhof GstNr.: 117 |
| ja    | Datei hochladen | ehem. Kanonikalhof, Graf Strassoldsches Capitularhaus; der Vorplatz archäologisches Fundhoffnungsgebiet HERIS-ID: 68056 Objekt-ID: 81051                                | Kaigasse 14 Standort KG: Salzburg                       | Erstmals 1385 erwähnt, war dieses Haus 1401 im Besitz von Andrä Steinhauff. Zu Beginn des 16. Jahrhunderts war es für 20 Jahre Brauhaus. Der Arkadenhof ist Anfang der 1560er Jahre entstanden, Bauherren waren Jakob Khuen von Belasy und seine Ehefrau Elisabeth von Thannhausen. Ab dem 17. Jahrhundert war es im Eigentum des Domkapitels, Anfang dem 19. Jahrhundert wurde es säkularisiert. | BDA-Hist.: Q38118344 Status: § 2a Stand der BDA-Liste: 2025-06-30 Name: ehem. Kanonikalhof, Graf Strassoldsches Capitularhaus; der Vorplatz archäologisches Fundhoffnungsgebiet GstNr.: 247, 246                                                                          |
| ja    | Datei hochladen | Bürgerhaus, Höglwörtherhof HERIS-ID: 43684 Objekt-ID: 44353 | Kaigasse 15 Standort KG: Salzburg                       | Das sechsgeschoßige Bürgerhaus mit Rechteckportal stammt im Kern aus dem 16. Jahrhundert. | BDA-Hist.: Q38004764 Status: Bescheid Stand der BDA-Liste: 2025-06-30 Name: Bürgerhaus, Höglwörtherhof GstNr.: 125 |
| ja    | Datei hochladen | ehem. Rentmeisterstöckl und ehem. Kanonikalhof HERIS-ID: 53082 Objekt-ID: 60867                                                                                         | Kaigasse 16 Standort KG: Salzburg                       | Erstmals 1404 im Besitz der Tannerin genannt. 1457 wurde das Haus von Hans Lauterpach erworben. Ab 1800 Rentmeisterstöckl; nach der Säkularisation dem Kammeralärar einverleibt. | BDA-Hist.: Q38055660 Status: § 2a Stand der BDA-Liste: 2025-06-30 Name: ehem. Rentmeisterstöckl und ehem. Kanonikalhof GstNr.: 245 |
| ja    | Datei hochladen | Schwarzenbergsches Kanonikatshaus, ehem. Höglwörtherhof, Domherrenhof HERIS-ID: 46587 Objekt-ID: 48700                                                                  | Kaigasse 17 Standort KG: Salzburg                       | Zuerst urkundlich 1434 als Högelwörther Hof erwähnt, diente damals der Hof als Stadtpalais der Äbte und Prälaten des Klosters Höglwörth (Das aufgelassene Kloster liegt heute in Oberbayern). 1604 übernahm dann auf Betreiben von Wolf Dietrich von Raitenau das Salzburger Domkapitel das Haus für die Domherren. | BDA-Hist.: Q38022748 Status: Bescheid Stand der BDA-Liste: 2025-06-30 Name: Schwarzenbergsches Kanonikatshaus, ehem. Höglwörtherhof, Domherrenhof GstNr.: 129 |
| ja    | Datei hochladen | Lavanterhof, ehem. Kanonikalhof HERIS-ID: 53083 Objekt-ID: 60868 | Kaigasse 18 Standort KG: Salzburg                       | Der ehemalige Kanonikalhof mit langgestreckter elfachsiger Fassade wurde im 19. Jahrhundert umgebaut. | BDA-Hist.: Q38055668 Status: § 2a Stand der BDA-Liste: 2025-06-30 Name: Lavanterhof, ehem. Kanonikalhof GstNr.: 244 |
| ja    | Datei hochladen | Bürgerhaus, Nikolaistöckl HERIS-ID: 43683 Objekt-ID: 44352 | Kaigasse 20 Standort KG: Salzburg                       | | BDA-Hist.: Q38004752 Status: Bescheid Stand der BDA-Liste: 2025-06-30 Name: Bürgerhaus, Nikolaistöckl GstNr.: 242 Kaigasse 20, Salzburg |
| ja    | Datei hochladen | Bürgerhaus HERIS-ID: 43682 Objekt-ID: 44351 | Kaigasse 22 Standort KG: Salzburg                       | Das schmale fünfgeschoßige Bürgerhaus stammt im Kern wahrscheinlich aus dem 16. Jahrhundert. | BDA-Hist.: Q38004743 Status: Bescheid Stand der BDA-Liste: 2025-06-30 Name: Bürgerhaus GstNr.: 228 |
| ja    | Datei hochladen | Bäckerhaus, Grünfläche als archäologisches Fundhoffnungsgebiet HERIS-ID: 53084 Objekt-ID: 60869                                                                         | Kaigasse 24 Standort KG: Salzburg                       | Das schmale fünfgeschoßige Bürgerhaus stammt im Kern wahrscheinlich aus dem 16. Jahrhundert und erhielt seine Fensterumrahmungen um 1800. | BDA-Hist.: Q38055678 Status: § 2a Stand der BDA-Liste: 2025-06-30 Name: Bäckerhaus, Grünfläche als archäologisches Fundhoffnungsgebiet GstNr.: 226 |
| ja    | Datei hochladen | Pflegerwirtshaus, Grünfläche als archäologisches Fundhoffnungsgebiet HERIS-ID: 53085 Objekt-ID: 60870                                                                   | Kaigasse 26 Standort KG: Salzburg                       | Das Haus mit schlichter Fassade stammt im Kern aus dem 16. und 17. Jahrhundert. | BDA-Hist.: Q38055698 Status: § 2a Stand der BDA-Liste: 2025-06-30 Name: Pflegerwirtshaus, Grünfläche als archäologisches Fundhoffnungsgebiet GstNr.: 224 |
| ja    | Datei hochladen | Municipium Iuvavum HERIS-ID: 112171 Objekt-ID: 130240 | Kaigasse 33 Standort KG: Salzburg                       | Beim Wiederaufbau der im Zweiten Weltkrieg zerstörten Hausteile wurde unter dem späteren Kinosaal ein römischer Tempel gefunden. Die römischen Tempelanlage, gestaltet als Peripteros, war den Göttern Asklepios, Hygieia und Kybele geweiht war. Anmerkung = Das geschützte Gebiet des Municipium Iuvavum erstreckt sich über mehrere Fundstellen auf den Adressen Franziskanergasse 5, Furtwänglergarten, Kaigasse 33 und Max Reinhardt-Platz. | BDA-Hist.: Q64692028 Status: Bescheid Stand der BDA-Liste: 2025-06-30 Name: Municipium Ivavum GstNr.: 140 |
| ja    | Datei hochladen | Kasererbräuhaus HERIS-ID: 43681 Objekt-ID: 44350 | Kaigasse 33 Standort KG: Salzburg                       | Das im Kern spätgotische Haus ist urkundlich zuerst 1421 als Braugasthof genannt und wieder 1526 als „Georg Stellners Brewhaus“. 1713 führt es den Namen „Kässerers Würthsbehausung beim weißen Lewen“ (Kaserers Wirtshaus zum Weißen Löwen) und 1775 erstmals Kasererbräu. Die Fassade des Hauses stammt aus dem Ende des 18. Jahrhunderts. Seit 1905 ist hier ein Kino untergebracht (das heutige Mozartkino), u. zw. F. X. Frieds „Original-Elektro-Biograph“ mit wöchentlich wechselnden Stummfilmen.                                                           | BDA-Hist.: Q22691076 Status: Bescheid Stand der BDA-Liste: 2025-06-30 Name: Kasererbräuhaus GstNr.: 140 Hotel Kasererbräu |
| ja    | Datei hochladen | Bürgerhaus, Eisl- oder Baron Auerhaus HERIS-ID: 44197 Objekt-ID: 44901                                                                                                  | Kaigasse 35 Standort KG: Salzburg                       | Das viergeschoßige Bürgerhaus mit ovalen Dachbodenluken ist im Kern mittelalterlich und weist an der Seitenfassade noch einen spätgotischen Erker auf. Die Fensterumrahmungen entstanden in der 1. Hälfte des 19. Jahrhunderts. | BDA-Hist.: Q38007473 Status: Bescheid Stand der BDA-Liste: 2025-06-30 Name: Bürgerhaus, Eisl- oder Baron Auerhaus GstNr.: 141 |
| ja    | Datei hochladen | Post- oder Berchtesgadener Hof HERIS-ID: 53074 Objekt-ID: 60857 | Kaigasse 37 Standort KG: Salzburg                       | Der Neubau von Martin Knoll aus dem Jahr 1931 befindet sich an der Stelle des Sitzes der Fürstpröpste von Berchtesgaden. | BDA-Hist.: Q64692004 Status: § 2a Stand der BDA-Liste: 2025-06-30 Name: Post- oder Berchtesgadener Hof GstNr.: 148 |
| ja    | Datei hochladen | Gurkerhof HERIS-ID: 67894 Objekt-ID: 80878 | Kaigasse 39-43 Standort KG: Salzburg                    | Der Neubau von Martin Knoll aus den Jahren 1930–1932 befindet sich an Stelle von ehemaligen Residenzgebäuden (Gurkerhof und Posthof). | BDA-Hist.: Q64692005 Status: § 2a Stand der BDA-Liste: 2025-06-30 Name: Gurkerhof GstNr.: 149 |
| ja    | Datei hochladen | Anlage Kajetanerkirche und ehem. Kloster/Krankenhaus der Barmherzigen Brüder, Stadtbefestigung und archäologisches Fundhoffnungsgebiet HERIS-ID: 36657 Objekt-ID: 35638 | Kajetanerplatz 1 Standort KG: Salzburg                  | Diese Barockkirche wurde unter Leitung von Giovanni Gaspare Zuccalli in den Jahren 1685–1697 erbaut. Kuppelfresko und Kircheninneres stammen von Paul Troger. Ursprünglich als Priesterseminar gedacht, wurde es dem Theatinerorden übergeben. Dieses Kloster wurde bereits 1809 aufgehoben, bis 1922 war hier ein Militärkrankenhaus (sog. „Truppenspital“) untergebracht, das dann bis heute von dem tätigen Orden der Barmherzigen Brüder weitergeführt wurde.                                                                                                   | BDA-Hist.: Q1721843 Status: § 2a Stand der BDA-Liste: 2025-06-30 Name: Anlage Kajetanerkirche und ehem. Kloster/Krankenhaus der Barmherzigen Brüder, Stadtbefestigung und archäologisches Fundhoffnungsgebiet GstNr.: 159/1, 163, 3878, 2004/1 Kajetanerkirche (Salzburg) |
| ja    | Datei hochladen | Bürgerhaus, Elefantenhaus HERIS-ID: 43593 Objekt-ID: 44216 | Kajetanerplatz 3 Standort KG: Salzburg                  | → Hauptartikel : Kajetanerplatz und Schanzlgasse#Elefantenhaus f1 | BDA-Hist.: Q64692016 Status: Bescheid Stand der BDA-Liste: 2025-06-30 Name: Bürgerhaus, Elefantenhaus GstNr.: 181 Kajetanerplatz 3, Salzburg |
| ja    | Datei hochladen | Bürgerhaus HERIS-ID: 36658 Objekt-ID: 35639 | Kajetanerplatz 4 Standort KG: Salzburg                  | → Hauptartikel : Kajetanerplatz und Schanzlgasse#Ritter- oder Rötherhaus (eigentlich Gutratherhaus) f1 | BDA-Hist.: Q64692015 Status: Bescheid Stand der BDA-Liste: 2025-06-30 Name: Bürgerhaus GstNr.: 183 Kajetanerplatz 4, Salzburg |
| ja    | Datei hochladen | Erzbischöfliches Palais, der Garten archäologisches Fundhoffnungsgebiet HERIS-ID: 53086 Objekt-ID: 60871                                                                | Kapitelgasse 2 Standort KG: Salzburg                    | → Hauptartikel : Kapitelplatz und Kapitelgasse f1 | BDA-Hist.: Q64512888 Status: § 2a Stand der BDA-Liste: 2025-06-30 Name: Erzbischöfliches Palais, der Garten archäologisches Fundhoffnungsgebiet GstNr.: 263, 264, 265 |
| ja    | Datei hochladen | Kapitelhaus HERIS-ID: 36659 Objekt-ID: 35640 | Kapitelgasse 4 Standort KG: Salzburg                    | → Hauptartikel : Kapitelplatz und Kapitelgasse#Kapitelhaus f1 | BDA-Hist.: Q64512885 Status: § 2a Stand der BDA-Liste: 2025-06-30 Name: Kapitelhaus GstNr.: 262 Kapitelgasse 4, Salzburg |
| ja    | Datei hochladen | Firmian-Salm-Haus HERIS-ID: 36660 Objekt-ID: 35641 | Kapitelgasse 5, 7 Standort KG: Salzburg                 | → Hauptartikel : Kapitelplatz und Kapitelgasse#Salm-Firmian-Kanonikalhaus f1 | BDA-Hist.: Q55112458 Status: § 2a Stand der BDA-Liste: 2025-06-30 Name: Firmian-Salm-Haus GstNr.: 257, 258 Firmian-Salm-Haus |
| ja    | Datei hochladen | ehem. Domdechantei und Trakl-Brunnen HERIS-ID: 36656 Objekt-ID: 35637                                                                                                   | Kapitelgasse 6 Standort KG: Salzburg                    | Das Haus an der Ecke zur Kapitelgasse wurde zwischen 1605 und 1613 erbaut. Im Vorgängerbau, dem „Keutschachhof“ wohnte Fürsterzbischof Wolf Dietrich von Raitenau nach seiner Wahl bis zum Empfang des Palliums. | BDA-Hist.: Q37971340 Status: § 2a Stand der BDA-Liste: 2025-06-30 Name: ehem. Domdechantei und Trakl-Brunnen GstNr.: 248, 249 |
| ja    | Datei hochladen | Dompropstei HERIS-ID: 53075 Objekt-ID: 60859 | Kapitelplatz 1 Standort KG: Salzburg                    | → Hauptartikel : Kapitelplatz und Kapitelgasse#Dompropstei f1 | BDA-Hist.: Q64512887 Status: § 2a Stand der BDA-Liste: 2025-06-30 Name: Dompropstei GstNr.: 260 Dompropstei Salzburg |
| ja    | Datei hochladen | Christkönigskolleg HERIS-ID: 53087 Objekt-ID: 60872 | Kapitelplatz 2a Standort KG: Salzburg                   | → Hauptartikel : Kapitelplatz und Kapitelgasse#Erzbischöfliches Palais f1 | BDA-Hist.: Q64512889 Status: § 2a Stand der BDA-Liste: 2025-06-30 Name: Christkönigskolleg GstNr.: 290 |
| ja    | Datei hochladen | Ehem. Domkapitlisches Objekt; ehem. Granarium, Kapitelkastnerhaus und Mühle HERIS-ID: 17495 Objekt-ID: 13776                                                            | Kapitelplatz 3, 4, 5 Standort KG: Salzburg              | → Hauptartikel : Kapitelplatz und Kapitelgasse#Das Kardinal-Schwarzenberg-Haus f1 | BDA-Hist.: Q64512882 Status: Bescheid Stand der BDA-Liste: 2025-06-30 Name: Ehem. Domkapitlisches Objekt; ehem. Granarium, Kapitelkastnerhaus und Mühle GstNr.: 293, 294, 295                                                                                             |
| ja    | Datei hochladen | Kapitelschwemme HERIS-ID: 57516 Objekt-ID: 67685 | gegenüber Kapitelplatz 4 Standort KG: Salzburg          | → Hauptartikel : Kapitelplatz und Kapitelgasse#Die Kapitelschwemme f1 | BDA-Hist.: Q64512890 Status: § 2a Stand der BDA-Liste: 2025-06-30 Name: Kapitelschwemme GstNr.: 296 Kapitelschwemme |
| ja    | Datei hochladen | Kreuzweg am Kapuzinerberg HERIS-ID: 68244 Objekt-ID: 81249 | Kapuzinerberg Standort KG: Salzburg                     | Entlang der Straße auf den Kapuzinerberg stehen acht Kreuzwegkapellen, die zwischen 1736 und 1744 errichtet wurden. Die Kreuzigungsgruppe befindet sich in einer offenen Kapelle unter einem von vier Pfeilern getragenen Walmdach. Die Holzfiguren von Christus und den beiden Schächern stammen aus der Mitte des 18. Jahrhunderts; eine der Steinfiguren darunter ist mit 1780 bezeichnet. | BDA-Hist.: Q38119132 Status: § 2a Stand der BDA-Liste: 2025-06-30 Name: Kalvarienberg/Kreuzweg GstNr.: 657, 658, 659, 665, 668, 669, 670, 671, 674, 675, 676, 679, 3861 Stations of the Cross, Kapuzinerberg, Salzburg                                                    |
| ja    | Datei hochladen | Lodronsche Stadtbefestigung Kapuzinerberg, Gesamtanlage HERIS-ID: 87769 Objekt-ID: 102202                                                                               | Kapuzinerberg Standort KG: Salzburg                     | Die Gesamtanlage der Kapuzinerbergmauer wurde von 1629 bis 1632 unter Erzbischof Paris von Lodron erbaut. Sie folgt dem Geländeverlauf um den westlichen, südlichen und östlichen Bergabsturz und ist an vorspringenden Ecken durch kleine Auslugtürmchen mit Zeltdach verstärkt. | BDA-Hist.: Q37721917 Status: § 2a Stand der BDA-Liste: 2025-06-30 Name: Lodronsche Stadtbefestigung Kapuzinerberg, Gesamtanlage GstNr.: 1967, 662, 699, 712, 3873 Fortifications on Kapuzinerberg                                                                         |
| ja    | Datei hochladen | Bürgerhaus HERIS-ID: 36662 Objekt-ID: 35643 | Kapuzinerberg 3 Standort KG: Salzburg                   | | BDA-Hist.: Q37971390 Status: Bescheid Stand der BDA-Liste: 2025-06-30 Name: Bürgerhaus GstNr.: 735 |
| ja    | Datei hochladen | Befestigungsanlage, Felixpforte HERIS-ID: 53212 Objekt-ID: 61018 | Kapuzinerberg 4 Standort KG: Salzburg                   | Die zweigeschoßige Felixpforte mit tonnengewölbter Durchfahrt steht auf halber Höhe des Weges zum Kloster. Sie bildet den nordwestlichen Eckpunkt der Wehranlage des Erzbischofs Paris von Lodron und ist mit 1632 bezeichnet. | BDA-Hist.: Q38056178 Status: § 2a Stand der BDA-Liste: 2025-06-30 Name: Befestigungsanlage, Felixpforte GstNr.: 665 Felixpforte Kapuzinerberg |
| ja BW | Datei hochladen | Paschinger Schlössl HERIS-ID: 69547 Objekt-ID: 82631 | Kapuzinerberg 5 Standort KG: Salzburg                   | → Hauptartikel : Paschinger Schlössl f1 | BDA-Hist.: Q1558482 Status: Bescheid Stand der BDA-Liste: 2025-06-30 Name: Paschingerschlössl GstNr.: 722 Paschinger Schlössl |
| ja    | Datei hochladen | Kapuzinerkloster und -kirche hl. Bonaventura, Trompeterschlössl und Mauern HERIS-ID: 57504 Objekt-ID: 67621                                                             | Kapuzinerberg 6 Standort KG: Salzburg                   | → Hauptartikel : Kapuzinerkloster Salzburg f1 | BDA-Hist.: Q1728823 Status: § 2a Stand der BDA-Liste: 2025-06-30 Name: Kapuzinerkloster und -kirche hl. Bonaventura, Trompeterschlössl und Mauern GstNr.: 678, 679, 680, 681, 682, 684, 685 Capuchin Monastery, Salzburg                                                  |
| ja    | Datei hochladen | Wachstöckl HERIS-ID: 68241 Objekt-ID: 81244 | Kapuzinerberg 7 Standort KG: Salzburg                   | In der Zeit zwischen Paris Lodron und Erzbischof Colloredo war der Imberg als militärisches Gelände für die Allgemeinheit verschlossen. Eine einfache Mauer mit einem Wächterhaus trennt diese beiden Bergteile. | BDA-Hist.: Q38119102 Status: § 2a Stand der BDA-Liste: 2025-06-30 Name: Wachstöckl GstNr.: 714 |
| ja    | Datei hochladen | Franziskischlößl und Befestigungsanlagen HERIS-ID: 46739 Objekt-ID: 48879                                                                                               | Kapuzinerberg 9 Standort KG: Salzburg                   | → Hauptartikel : Franziskischlössl f1 | BDA-Hist.: Q1450394 Status: § 2a Stand der BDA-Liste: 2025-06-30 Name: Franziskischlößl und Befestigungsanlagen GstNr.: 702, 703 Franziskischlössl |
| ja    | Datei hochladen | Städtisches Altenheim Nonntal HERIS-ID: 53120 Objekt-ID: 60910 | Karl-Höller-Straße 2 Standort KG: Salzburg              | Der späthistoristische Gebäudekomplex des Städtischen Altenheims wurde von 1896 bis 1898 erbaut. Die neobarocke Kapelle mit hohem Dachreiter bildet den kräftigen Mittelrisalit der Hauptfront. | BDA-Hist.: Q38055818 Status: § 2a Stand der BDA-Liste: 2025-06-30 Name: Städtisches Altenheim Nonntal GstNr.: 2436/1 Seniorenwohnhaus Nonntal, Salzburg |
| ja    | Datei hochladen | Bürgerhaus, Haus am Eiermarkt HERIS-ID: 41706 Objekt-ID: 42257 | Klampferergasse 1 Standort KG: Salzburg                 | | BDA-Hist.: Q38002391 Status: Bescheid Stand der BDA-Liste: 2025-06-30 Name: Bürgerhaus, Haus am Eiermarkt GstNr.: 24 |
| ja    | Datei hochladen | Bürgerhaus, Spitalhaus (1408) HERIS-ID: 36705 Objekt-ID: 35686 | Klampferergasse 3 Standort KG: Salzburg                 | | BDA-Hist.: Q37971673 Status: Bescheid Stand der BDA-Liste: 2025-06-30 Name: Bürgerhaus, Spitalhaus (1408) GstNr.: 25 |
| ja    | Datei hochladen | Bürgerhaus, Rothenbachhaus (1775) HERIS-ID: 45116 Objekt-ID: 46014 | Königsgässchen 3 Standort KG: Salzburg                  | | BDA-Hist.: Q38013402 Status: Bescheid Stand der BDA-Liste: 2025-06-30 Name: Bürgerhaus, Rothenbachhaus (1775) GstNr.: 834 |
| ja    | Datei hochladen | Bürgerhaus, Duschlhaus HERIS-ID: 36663 Objekt-ID: 35644 | Kranzlmarkt 3 Standort KG: Salzburg                     | Das Haus unterlag dem Hofburgrecht und wurde 1452 erstmals als Smidtner (Schmidtner)-Haus erwähnt. Arkadenhof um 1550 entstanden, Bauherr war Hans Matsperger. Ab dem 18. Jahrhundert Verstuckung, d. h. Verkauf von Stockwerkseigentum. | BDA-Hist.: Q37971398 Status: Bescheid Stand der BDA-Liste: 2025-06-30 Name: Bürgerhaus, Duschlhaus GstNr.: 23 Kranzlmarkt 3, Salzburg |
| ja    | Datei hochladen | Bürgerhaus, Kunzingerhaus HERIS-ID: 43626 Objekt-ID: 44268 | Krotachgasse 5 Standort KG: Salzburg                    | Das viergeschoßige Haus mit abgefasten Rundbogenfenstern im Erdgeschoß stammt im Kern aus dem 15. und 16. Jahrhundert. | BDA-Hist.: Q38004373 Status: Bescheid Stand der BDA-Liste: 2025-06-30 Name: Bürgerhaus, Kunzingerhaus GstNr.: 134 |
| ja    | Datei hochladen | Ansitz, ehem. Kaplanstöckl HERIS-ID: 36664 Objekt-ID: 35645 | Krotachgasse 7 Standort KG: Salzburg                    | Das freistehende viergeschoßige Haus mit schmaler Front stammt im Kern aus dem 15. Jahrhundert. Im ersten Obergeschoß sind spätgotische Fenstergewände sowie im Inneren spätgotische Wandmalereien erhalten. | BDA-Hist.: Q37971406 Status: Bescheid Stand der BDA-Liste: 2025-06-30 Name: Ansitz, ehem. Kaplanstöckl GstNr.: 130 |
| ja    | Datei hochladen | Synagoge HERIS-ID: 57563 Objekt-ID: 67762 | Lasserstraße 8 Standort KG: Salzburg                    | → Hauptartikel : Salzburger Synagoge f1 | BDA-Hist.: Q2216013 Status: § 2a Stand der BDA-Liste: 2025-06-30 Name: Synagoge GstNr.: 1392/5 Synagogue in Salzburg |
| ja    | Datei hochladen | Bürgerhaus mit Innerem Lederertor HERIS-ID: 45376 Objekt-ID: 46690 | Lederergasse 2 Standort KG: Salzburg                    | | BDA-Hist.: Q38015409 Status: Bescheid Stand der BDA-Liste: 2025-06-30 Name: Bürgerhaus mit Innerem Lederertor GstNr.: 851 |
| ja    | Datei hochladen | Bürgerhaus, Lederer-, Messner- oder Zellnerhaus HERIS-ID: 44781 Objekt-ID: 45636                                                                                        | Lederergasse 3 Standort KG: Salzburg                    | In diesem früheren Gerberhaus ist ein bemerkenswerter Renaissancehof vorhanden. Funde aus der frühmittelalterlichen Senkgrube sind im Salzburg Museum ausgestellt. Eine in das erste Stockwerk führende Treppe bildet zugleich den Eingangsbereich für das Haus Lederergasse 5. Dieses Haus befindet sich im Eigentum der Familie Schliesselberger. | BDA-Hist.: Q38010822 Status: Bescheid Stand der BDA-Liste: 2025-06-30 Name: Bürgerhaus, Lederer-, Messner- oder Zellnerhaus GstNr.: 861 Lederergasse 3, Salzburg |
| ja    | Datei hochladen | Bürgerhaus, Lederer-Hofmannhaus HERIS-ID: 45375 Objekt-ID: 46689 | Lederergasse 4 Standort KG: Salzburg                    | Das fünfgeschoßige Bürgerhaus mit Hohlkehle stammt im Kern aus dem 16. und 17. Jahrhundert. | BDA-Hist.: Q38015389 Status: Bescheid Stand der BDA-Liste: 2025-06-30 Name: Bürgerhaus, Lederer-Hofmannhaus GstNr.: 850 |
| ja    | Datei hochladen | Bürgerhaus HERIS-ID: 44571 Objekt-ID: 45392 | Lederergasse 5 Standort KG: Salzburg                    | Dieses Gerberhaus wurde 1422 gegründet. Voraussetzung war die Nähe zur Salzach und die Situierung am Stadtrand. Seit der Hausgründung befand sich hier ein Ledererbetrieb. Diese Tradition wird auch heute noch von der Firma Schliesslberger (der viert älteste Gewerbebetrieb Österreich) wahrgenommen. Heute ist hier ein Lederhandel sowie die Produktion von Gürtelspezialitäten untergebracht. | BDA-Hist.: Q38010018 Status: Bescheid Stand der BDA-Liste: 2025-06-30 Name: Bürgerhaus GstNr.: 862 Lederergasse 5 (Salzburg) |
| ja    | Datei hochladen | ehem. Lürzerhof, Landestaubstummenanstalt HERIS-ID: 52971 Objekt-ID: 60739                                                                                              | Lehener Straße 1 Standort KG: Salzburg                  | Der Lürzerhof ist ein im 17. Jahrhundert errichteter Herrensitz. Heute sind im Gebäude das Landesinstitut für Hörbehinderte und in einem jüngeren Anbau die Josef Rehrl Schule, eine Schule für hörbehinderte Kinder untergebracht. | BDA-Hist.: Q1694170 Status: § 2a Stand der BDA-Liste: 2025-06-30 Name: ehem. Lürzerhof, Landestaubstummenanstalt GstNr.: 3392/1 Lürzerhof, Salzburg |
| ja    | Datei hochladen | Bürgerhaus, Danzbergerhaus HERIS-ID: 46171 Objekt-ID: 47875 | Linzer Gasse 3 Standort KG: Salzburg                    | | BDA-Hist.: Q38019650 Status: Bescheid Stand der BDA-Liste: 2025-06-30 Name: Bürgerhaus, Danzbergerhaus GstNr.: 835 |
| ja    | Datei hochladen | Bürgerhaus, Hotel Zur Goldenen Traube HERIS-ID: 45359 Objekt-ID: 46654                                                                                                  | Linzer Gasse 4 Standort KG: Salzburg                    | Das fünfgeschoßige und zehnachsige Bürgerhaus ist im Kern mittelalterlich. Die Rieselputzfassade und die Fensterumrahmungen entstanden im 19. Jahrhundert. | BDA-Hist.: Q38015355 Status: Bescheid Stand der BDA-Liste: 2025-06-30 Name: Bürgerhaus, Hotel Zur Goldenen Traube GstNr.: 650 |
| ja    | Datei hochladen | Bürgerhaus HERIS-ID: 45117 Objekt-ID: 46015 | Linzer Gasse 6 Standort KG: Salzburg                    | | BDA-Hist.: Q38013412 Status: Bescheid Stand der BDA-Liste: 2025-06-30 Name: Bürgerhaus GstNr.: 652 Linzer Gasse 6, Salzburg |
| ja    | Datei hochladen | Wohnhaus, Apotheke Zum weißen Engel HERIS-ID: 57524 Objekt-ID: 67704 | Linzer Gasse 7 Standort KG: Salzburg                    | → Hauptartikel : Linzergasse#Die Engelapotheke f1 | BDA-Hist.: Q55419604 Status: § 57-Mandatsbescheid Stand der BDA-Liste: 2025-06-30 Name: Wohnhaus, Apotheke Zum weißen Engel GstNr.: 833 Linzer Gasse 5, Salzburg |
| ja    | Datei hochladen | Bürgerhaus, Goldschmiedhaus HERIS-ID: 36665 Objekt-ID: 35646 | Linzer Gasse 8 Standort KG: Salzburg                    | | BDA-Hist.: Q37971415 Status: Bescheid Stand der BDA-Liste: 2025-06-30 Name: Bürgerhaus, Goldschmiedhaus GstNr.: 653 Linzer Gasse 8, Salzburg |
| ja    | Datei hochladen | Bürgerhaus, Gablerbräuhaus HERIS-ID: 44742 Objekt-ID: 45591 | Linzer Gasse 9 Standort KG: Salzburg                    | Das im Kern mittelalterliche Haus wird als Brauhaus 1408 erstmals erwähnt, erster namentlich bekannter Brauer ist 1429 Peter Zeysar. Niclas Gapler war in der 2. Hälfte des 17. Jahrhunderts hier Brauer, nicht aber Besitzer. 1888/89 wurde die Braustätte in die Schallmoser Hauptstraße übersiedelt. Das Haus wurde in eine Großgaststätte und in ein Hotel umgewandelt. Kunstgeschichtlich berühmt ist das um 1900 entstandene neugotische „Ruperti- oder Wappenstüberl“. Ein Totalumbau des Gebäudekomplexes wird 2012 begonnen.                               | BDA-Hist.: Q59536317 Status: Bescheid Stand der BDA-Liste: 2025-06-30 Name: Bürgerhaus, Gablerbräuhaus GstNr.: 832, 865 Gablerbräu |
| ja    | Datei hochladen | Bürgerhaus, Lampl Wirtshaus oder Metzger Pichler Haus HERIS-ID: 36666 Objekt-ID: 35647                                                                                  | Linzer Gasse 10 Standort KG: Salzburg                   | | BDA-Hist.: Q37971426 Status: Bescheid Stand der BDA-Liste: 2025-06-30 Name: Bürgerhaus, Lampl Wirtshaus oder Metzger Pichler Haus GstNr.: 654 |
| ja    | Datei hochladen | Bürgerhaus, Haus vor dem Osterthor beym Gapler (1399) HERIS-ID: 45118 Objekt-ID: 46016                                                                                  | Linzer Gasse 11 Standort KG: Salzburg                   | | BDA-Hist.: Q38013424 Status: Bescheid Stand der BDA-Liste: 2025-06-30 Name: Bürgerhaus, Haus vor dem Osterthor beym Gapler (1399) GstNr.: 831 Linzer Gasse 11, Salzburg                                                                                                   |
| ja    | Datei hochladen | Bürgerhaus, ehem. Köllersperger-Haus HERIS-ID: 36667 Objekt-ID: 35648                                                                                                   | Linzer Gasse 12 Standort KG: Salzburg                   | Das fünfgeschoßige Bürgerhaus mit Grabendach geht im Kern auf das ausgehende Mittelalter zurück. | BDA-Hist.: Q37971435 Status: Bescheid Stand der BDA-Liste: 2025-06-30 Name: Bürgerhaus, ehem. Köllersperger-Haus GstNr.: 656 |
| ja    | Datei hochladen | Bürgerhaus HERIS-ID: 45119 Objekt-ID: 46017 | Linzer Gasse 13 Standort KG: Salzburg                   | | BDA-Hist.: Q38013434 Status: Bescheid Stand der BDA-Liste: 2025-06-30 Name: Bürgerhaus GstNr.: 830 |
| ja    | Datei hochladen | Bürgerhaus, Franziskus- oder Kapuzinertor, ehem. Trompeter- oder Wieserhaus HERIS-ID: 36661 Objekt-ID: 35642                                                            | Linzer Gasse 14 Standort KG: Salzburg                   | Das viergeschoßige Bürgerhaus stammt aus dem 16. Jahrhundert und wurde um 1617 umgebaut. Ein hoher, zweigeschoßiger Durchgang führt zum Kapuzinerberg. Das Relief der Stigmatisierung des heiligen Franziskus über dem Durchgang ist mit 1617 bezeichnet. | BDA-Hist.: Q37971382 Status: Bescheid Stand der BDA-Liste: 2025-06-30 Name: Bürgerhaus, Franziskus- oder Kapuzinertor, ehem. Trompeter- oder Wieserhaus GstNr.: 736 Linzer Gasse 14, Salzburg                                                                             |
| ja    | Datei hochladen | Gasthaus zum weißen Rößl HERIS-ID: 57522 Objekt-ID: 67702 | Linzer Gasse 15 Standort KG: Salzburg                   | | BDA-Hist.: Q38077102 Status: Bescheid Stand der BDA-Liste: 2025-06-30 Name: Gasthaus zum weißen Rößl GstNr.: 829 |
| ja    | Datei hochladen | Bürgerhaus HERIS-ID: 45120 Objekt-ID: 46018 | Linzer Gasse 16, 18 Standort KG: Salzburg               | Das viergeschoßige Bürgerhaus mit Hohlkehlenabschluss stammt im Kern aus dem Mittelalter. Im Inneren ist eine Treppe mit Balustersäulchen aus dem 16. Jahrhundert erhalten. | BDA-Hist.: Q38013445 Status: Bescheid Stand der BDA-Liste: 2025-06-30 Name: Bürgerhaus GstNr.: 737, 738 |
| ja    | Datei hochladen | Bürgerhaus, Bäckerbehausung HERIS-ID: 45296 Objekt-ID: 46524 | Linzer Gasse 20 Standort KG: Salzburg                   | Das viergeschoßige Bürgerhaus mit Hohlkehlenabschluss stammt im Kern aus dem Mittelalter. Die Portal- und Fensterumrahmungen im Erdgeschoß entstanden zu Beginn des 20. Jahrhunderts. | BDA-Hist.: Q38014964 Status: Bescheid Stand der BDA-Liste: 2025-06-30 Name: Bürgerhaus, Bäckerbehausung GstNr.: 739 |
| ja    | Datei hochladen | Bürgerhaus, Altes Postschaffnerhaus (1804) HERIS-ID: 36668 Objekt-ID: 35649                                                                                             | Linzer Gasse 21 Standort KG: Salzburg                   | Das im Kern aus dem 16. Jahrhundert stammende Bürgerhaus wurde nach dem Brand von 1818 umgebaut und erhielt eine biedermeierliche Fassade. | BDA-Hist.: Q37971444 Status: Bescheid Stand der BDA-Liste: 2025-06-30 Name: Bürgerhaus, Altes Postschaffnerhaus (1804) GstNr.: 803 |
| ja    | Datei hochladen | Bürgerhaus, Kupferschmiedhaus HERIS-ID: 44570 Objekt-ID: 45391 | Linzer Gasse 23 Standort KG: Salzburg                   | | BDA-Hist.: Q38010008 Status: Bescheid Stand der BDA-Liste: 2025-06-30 Name: Bürgerhaus, Kupferschmiedhaus GstNr.: 801 Linzer Gasse 23, Salzburg |
| ja    | Datei hochladen | Bürgerhaus HERIS-ID: 45121 Objekt-ID: 46019 | Linzer Gasse 25 Standort KG: Salzburg                   | | BDA-Hist.: Q38013455 Status: Bescheid Stand der BDA-Liste: 2025-06-30 Name: Bürgerhaus GstNr.: 800 Linzer Gasse 25, Salzburg |
| ja    | Datei hochladen | Bürgerhaus, Hechtenwirtshaus HERIS-ID: 44569 Objekt-ID: 45390 | Linzer Gasse 26 Standort KG: Salzburg                   | | BDA-Hist.: Q38009998 Status: Bescheid Stand der BDA-Liste: 2025-06-30 Name: Bürgerhaus, Hechtenwirtshaus GstNr.: 742 Linzer Gasse 26, Salzburg |
| ja    | Datei hochladen | Bürgerhaus, Büchsenmacherhaus HERIS-ID: 45295 Objekt-ID: 46523 | Linzer Gasse 28 Standort KG: Salzburg                   | | BDA-Hist.: Q38014953 Status: Bescheid Stand der BDA-Liste: 2025-06-30 Name: Bürgerhaus, Büchsenmacherhaus GstNr.: 743 Linzer Gasse 28, Salzburg |
| ja    | Datei hochladen | Bürgerhaus, Das alte Kupferschmiedhaus HERIS-ID: 45122 Objekt-ID: 46020                                                                                                 | Linzer Gasse 30 Standort KG: Salzburg                   | | BDA-Hist.: Q38013475 Status: Bescheid Stand der BDA-Liste: 2025-06-30 Name: Bürgerhaus, Das alte Kupferschmiedhaus GstNr.: 744 Linzer Gasse 30, Salzburg |
| ja    | Datei hochladen | Bürgerhaus, ehem. Glockengießerei Oberascher HERIS-ID: 45206 Objekt-ID: 46125                                                                                           | Linzer Gasse 31 Standort KG: Salzburg                   | → Hauptartikel : Linzergasse#Die Glockengießerei f1 | BDA-Hist.: Q55419662 Status: Bescheid Stand der BDA-Liste: 2025-06-30 Name: Bürgerhaus, ehem. Glockengießerei Oberascher GstNr.: 795 Linzer Gasse 31, Salzburg |
| ja    | Datei hochladen | Bürgerhaus, Essigmandl- oder Lederzurichterhaus HERIS-ID: 44568 Objekt-ID: 45389                                                                                        | Linzer Gasse 32 Standort KG: Salzburg                   | | BDA-Hist.: Q38009981 Status: Bescheid Stand der BDA-Liste: 2025-06-30 Name: Bürgerhaus, Essigmandl- oder Lederzurichterhaus GstNr.: 745 Linzer Gasse 32, Salzburg |
| ja    | Datei hochladen | Bürgerhaus HERIS-ID: 44567 Objekt-ID: 45388 | Linzer Gasse 33 Standort KG: Salzburg                   | | BDA-Hist.: Q38009971 Status: Bescheid Stand der BDA-Liste: 2025-06-30 Name: Bürgerhaus GstNr.: 794 |
| ja    | Datei hochladen | Bürgerhaus, Wagnerhaus (1452) HERIS-ID: 36669 Objekt-ID: 35650 | Linzer Gasse 36 Standort KG: Salzburg                   | | BDA-Hist.: Q37971454 Status: Bescheid Stand der BDA-Liste: 2025-06-30 Name: Bürgerhaus, Wagnerhaus (1452) GstNr.: 749 Linzer Gasse 36, Salzburg |
| ja    | Datei hochladen | Bürgerhaus, Dreikönigshaus HERIS-ID: 44740 Objekt-ID: 45589 | Linzer Gasse 38 Standort KG: Salzburg                   | | BDA-Hist.: Q38010715 Status: Bescheid Stand der BDA-Liste: 2025-06-30 Name: Bürgerhaus, Dreikönigshaus GstNr.: 752 Linzer Gasse 38, Salzburg |
| ja    | Datei hochladen | Bürgerhaus, Fragnerhaus (1713) HERIS-ID: 44846 Objekt-ID: 45724 | Linzer Gasse 40 Standort KG: Salzburg                   | | BDA-Hist.: Q38011253 Status: Bescheid Stand der BDA-Liste: 2025-06-30 Name: Bürgerhaus, Fragnerhaus (1713) GstNr.: 753 |
| ja    | Datei hochladen | ehem. St. Sebastian-Bruderhaus/Studentenheim HERIS-ID: 53205 Objekt-ID: 61008                                                                                           | Linzer Gasse 41 Standort KG: Salzburg                   | Vom Fürsterzbischof Wolf Dietrich von Raitenau wurde dieser Bau um 1600 in Auftrag gegeben. Für sich ließ er in diesem Campo Santo als Mausoleum die Gabrielkapelle nach einem Entwurf von Elia Castello erbauen. Er weist eindrucksvolle Arkadengänge mit den Grablegen Salzburger Familien auf, hier sind auch viele berühmte Salzburger Persönlichkeiten begraben (z. B. die Witwe Mozarts, Constanze Nissen oder Theophrast von Hohenheim, d. h. Paracelsus).                                                                                                   | BDA-Hist.: Q55419659 Status: § 2a Stand der BDA-Liste: 2025-06-30 Name: ehem. St. Sebastian-Bruderhaus/Studentenheim GstNr.: 789/5, 790/1 Linzer Gasse 41, Salzburg |
| ja    | Datei hochladen | St. Sebastianskirche HERIS-ID: 53206 Objekt-ID: 61009 | Linzer Gasse 41B Standort KG: Salzburg                  | → Hauptartikel : Sebastianskirche (Salzburg) f1 | BDA-Hist.: Q1597013 Status: § 2a Stand der BDA-Liste: 2025-06-30 Name: St. Sebastianskirche GstNr.: 782 Sebastianskirche (Salzburg) |
| ja    | Datei hochladen | Mausoleum/Gabrielskapelle und Sebastiansfriedhof mit Friedhofsarkaden HERIS-ID: 68266 Objekt-ID: 81271                                                                  | Linzer Gasse 41B Standort KG: Salzburg                  | → Hauptartikel : Sebastiansfriedhof f1 | BDA-Hist.: Q1635749 Status: § 2a Stand der BDA-Liste: 2025-06-30 Name: Mausoleum/Gabrielskapelle und Sebastiansfriedhof mit Friedhofsarkaden GstNr.: 784, 785, 783 Sebastiansfriedhof                                                                                     |
| ja    | Datei hochladen | Bürgerhaus, Moosleitnerhaus HERIS-ID: 44845 Objekt-ID: 45723 | Linzer Gasse 42 Standort KG: Salzburg                   | | BDA-Hist.: Q38011243 Status: Bescheid Stand der BDA-Liste: 2025-06-30 Name: Bürgerhaus, Moosleitnerhaus GstNr.: 755 |
| ja    | Datei hochladen | Bürgerhaus, Gasthaus „Zum Turisten“, heute Hotel Amadeus HERIS-ID: 44844 Objekt-ID: 45722                                                                               | Linzer Gasse 43, 45 Standort KG: Salzburg               | Das Haus Nr. 43–45 war ein mittelalterliches Badehaus, das im Kern aus dem 16. Jahrhundert stammt und heute barockisierende Fensterumrahmungen hat. | BDA-Hist.: Q38011233 Status: Bescheid Stand der BDA-Liste: 2025-06-30 Name: Bürgerhaus, Gasthaus „Zum Turisten“, heute Hotel Amadeus GstNr.: 780, 781 Linzer Gasse 43-45, Salzburg                                                                                        |
| ja    | Datei hochladen | Bürgerhaus, Metzger Buchnerhaus/ehem. Gasthaus Zum alten Fuchs HERIS-ID: 46172 Objekt-ID: 47876                                                                         | Linzer Gasse 47 Standort KG: Salzburg                   | Das viergeschoßige und zehnachsige Bürgerhaus mit barockisierenden Fensterumrahmungen und querovalen Bodenluken stammt im Baukern aus dem 16. Jahrhundert. | BDA-Hist.: Q38019661 Status: Bescheid Stand der BDA-Liste: 2025-06-30 Name: Bürgerhaus, Metzger Buchnerhaus/ehem. Gasthaus Zum alten Fuchs GstNr.: 779 |
| ja    | Datei hochladen | Bürgerhaus HERIS-ID: 44843 Objekt-ID: 45721 | Linzer Gasse 48 Standort KG: Salzburg                   | | BDA-Hist.: Q38011224 Status: Bescheid Stand der BDA-Liste: 2025-06-30 Name: Bürgerhaus GstNr.: 760 Linzer Gasse 48 (Hotel Goldene Krone), Salzburg |
| ja    | Datei hochladen | Bürgerhaus, Ausreiterhaus HERIS-ID: 44842 Objekt-ID: 45720 | Linzer Gasse 49 Standort KG: Salzburg                   | | BDA-Hist.: Q38011215 Status: Bescheid Stand der BDA-Liste: 2025-06-30 Name: Bürgerhaus, Ausreiterhaus GstNr.: 778 |
| ja    | Datei hochladen | Bürgerhaus HERIS-ID: 45114 Objekt-ID: 46012 | Linzer Gasse 50 Standort KG: Salzburg                   | | BDA-Hist.: Q38013386 Status: Bescheid Stand der BDA-Liste: 2025-06-30 Name: Bürgerhaus GstNr.: 761 Linzer Gasse 50, Salzburg |
| ja    | Datei hochladen | Bürgerhaus, Klimpfen- und Leyerbrunnhaus HERIS-ID: 45115 Objekt-ID: 46013                                                                                               | Linzer Gasse 52 Standort KG: Salzburg                   | Das sechsachsige Bürgerhaus geht im Baukern auf das 16. Jahrhundert zurück. Die Fensterumrahmungen stammen aus der 1. Hälfte des 19. Jahrhunderts, das Rundbogenportal ist mit 1895 bezeichnet. | BDA-Hist.: Q38013394 Status: Bescheid Stand der BDA-Liste: 2025-06-30 Name: Bürgerhaus, Klimpfen- und Leyerbrunnhaus GstNr.: 763 Linzer Gasse 52, Salzburg |
| ja    | Datei hochladen | Bürgerhaus, Metzger Bscheidlhaus HERIS-ID: 45269 Objekt-ID: 46482 | Linzer Gasse 54 Standort KG: Salzburg                   | | BDA-Hist.: Q38014791 Status: Bescheid Stand der BDA-Liste: 2025-06-30 Name: Bürgerhaus, Metzger Bscheidlhaus GstNr.: 764 |
| ja    | Datei hochladen | Bürgerhaus, Das Französische Hutterhaus HERIS-ID: 57523 Objekt-ID: 67703                                                                                                | Linzer Gasse 56 Standort KG: Salzburg                   | | BDA-Hist.: Q38077114 Status: Bescheid Stand der BDA-Liste: 2025-06-30 Name: Bürgerhaus, Das Französische Hutterhaus GstNr.: 765 |
| ja    | Datei hochladen | Bürgerhaus HERIS-ID: 44841 Objekt-ID: 45719 | Linzer Gasse 58 Standort KG: Salzburg                   | | BDA-Hist.: Q38011196 Status: Bescheid Stand der BDA-Liste: 2025-06-30 Name: Bürgerhaus GstNr.: 766 |
| ja    | Datei hochladen | Bürgerhaus, Bründlhaus (1690) HERIS-ID: 40581 Objekt-ID: 40545 | Linzer Gasse 60 Standort KG: Salzburg                   | | BDA-Hist.: Q37995329 Status: Bescheid Stand der BDA-Liste: 2025-06-30 Name: Bürgerhaus, Bründlhaus (1690) GstNr.: 767 |
| ja    | Datei hochladen | Bürgerhaus, Metzgerhaus (1608) HERIS-ID: 44840 Objekt-ID: 45718 | Linzer Gasse 62 Standort KG: Salzburg                   | | BDA-Hist.: Q38011187 Status: Bescheid Stand der BDA-Liste: 2025-06-30 Name: Bürgerhaus, Metzgerhaus (1608) GstNr.: 768/1 |
| ja    | Datei hochladen | Bürgerhaus, Schoberbehausung HERIS-ID: 36670 Objekt-ID: 35651 | Linzer Gasse 64 Standort KG: Salzburg                   | | BDA-Hist.: Q37971463 Status: Bescheid Stand der BDA-Liste: 2025-06-30 Name: Bürgerhaus, Schoberbehausung GstNr.: 769 |
| ja    | Datei hochladen | Bürgerhaus, Orgelmacherhaus/Fassbinderhaus HERIS-ID: 45268 Objekt-ID: 46481                                                                                             | Linzer Gasse 66 Standort KG: Salzburg                   | 1753 kaufte Hoforgelmacher Johann Rochus Egedacher mit dem geerbten Vermögen seiner Gattin Maria Theresia Capeller aus Aussee das Haus, fortan wurde es Orgelmacherhaus genannt. | BDA-Hist.: Q38014780 Status: Bescheid Stand der BDA-Liste: 2025-06-30 Name: Bürgerhaus, Orgelmacherhaus/Fassbinderhaus GstNr.: 770 |
| ja    | Datei hochladen | Lehenrößlerhaus, Bürgerhaus, Eine Behausung am Linzerthore HERIS-ID: 46372 Objekt-ID: 48266                                                                             | Linzer Gasse 68 Standort KG: Salzburg                   | 1764 kaufte Hoforgelmacher Johann Rochus Egedacher das sogenannte Lehenrößlerhaus. | BDA-Hist.: Q38020914 Status: Bescheid Stand der BDA-Liste: 2025-06-30 Name: Bürgerhaus, Eine Behausung am Linzerthore GstNr.: 771 |